# FromthePage.com
From the Page är ett forum för att koordinera och med hjälp av volontärer genomföra transkriptioner av dokument av betydelse, särskilt handskrivna dokument som är svåra att transkribera maskinellt med metoder som maskinell inläsning (OCR - Optical Character Recognition) eller handskriftsigenkänning (HTR - Handwritten Text Recognition).
Arbetssättet är att inskannade dokument från arkiv av olika slag läggs upp på webbplatsen. Volontärer kan sedan transkribera samt vid behov granska, korrigera och ge kommentarer på materialet.
FromthePage.com lanserades 2005 av Sara och Ben Brumfield, datavetare från Rice university som var intresserade av släktforskning. Grundarna hade inspirerats av hur Wikipedia gradvis växte fram genom frivilliga insatser. År 2023 hade volontärer transkriberat 2,1 miljoner sidor från 110 aktörer.
Webbplatsen har bland annat använts av biblioteken vid Colorado State University, för samlingar av material från Long Island vid biblioteken i  East Hampton, Harvard's Colonial North America project, Indiana State Archives, Maryland State Archives, Nantucket Historical Society's arkiv över amerikansk valfångst, och University of Southern Mississippi's projekt för att rekonstruera information från amerikanska inbördeskriget. Ett av många projekt är transkription av bokföring från de amerikanska slavhandlarna Rice C. Ballard(en) and Seth Woodroof(en). 
Från Sverige finns medverkan bland annat från Riksarkivet i Sverige med transkribering av samlingar från olika föreningar och aktörer i samband med arbetet för kvinnlig rösträtt i början av 1900-talet.